# سوزی مک‌کانل-سریو
سوزی مک‌کانل-سریو (انگلیسی: Suzie McConnell-Serio؛ زادهٔ ۲۹ ژوئیهٔ ۱۹۶۶) بازیکن سابق و مربی بسکتبال اهل ایالات متحده آمریکا است.